# Isidoro Malmierca Peoli
Isidoro Malmierca Peoli   (l'Havana, 25 de setembre de 1930 - l'Havana, 11 d'agost de 2001) va ser un polític cubà. Va ser ministre d'Afers Exteriors del 1976 al 1992 i un dels fundadors del Partit Comunista de Cuba.

## Biografia
Des de molt jove, Malmierca es va involucrar en les lluites revolucionàries del seu país, unint-se al Partit Socialista Popular (PSP), el predecessor de l'actual Partit Comunista de Cuba, durant els anys anteriors a la Revolució Cubana de 1959. Tot i tenir pocs membres, el PSP estava molt ben organitzat i tenia una forta aliança amb els sindicats a les ciutats.
El PSP va tenir un paper relativament petit en la lluita armada de Fidel Castro contra la dictadura del general Fulgencio Batista, el pes principal de la qual va recaure a les muntanyes i al camp, i només es va unir a la guerrilla un parell de mesos abans de la fugida de Batista, fet que va possibilitar el seu triomf definitiu. Fins aleshores sols havien assenyalat «l'aventurerisme» dels rebels.
Tot i la desconfiança inicial, quan Fidel Castro va canalitzar la revolució cap a l'esquerra al començament dels anys 1960 va forjar una aliança duradora amb l'aparell del PSP, buscant l'experiència de joves com Malmierca, amb l'objectiu d'organitzar el govern els seus primers anys. Malmierca va ser un dels fundadors del poderós aparell de seguretat del nou estat cubà. Va ser també un dels funcionaris que va supervisar la fusió del PSP amb el Moviment 26 de Juliol per a formar el Partit Comunista de Cuba el 1965. Malmierca havia de trobar un equilibri entre els polítics professionals i els joves idealistes que van participar en la lluita armada contra Batista. Va exercir tan bé el seu rol que es va convertir en membre del comitè central del nou partit i el principal editor del seu òrgan oficial, el diari Granma.
El punt àlgid de la carrera política de Malmierca va arribar el desembre de 1976, quan va ser designat com a relleu del veterà intel·lectual Raúl Roa García en el càrrec de ministre d'Afers Exteriors, a més de passar a ser vicepresident del Consell de Ministres. Va romandre en aquests càrrecs fins al 1992, quan va ser succeït pel seu segon, Ricardo Alarcón. Per a aquella època, Malmierca ja estava malalt i se li va atorgar una feina relativament tranquil·la, que requeria tant l'ús de la seva experiència periodística com dels seus contactes estrangers: va ser designat director de Tips Cuba, un servei informatiu que buscava incentivar la inversió estrangera a l'illa.